# Arbre du Ténéré
L'arbre de Teneré (en francès: arbre du Ténéré) era una solitària acàcia, potser Acacia raddiana o Acacia tortilus, que va ser considerada en el seu moment com l'arbre més solitari i aïllat de la Terra, l'únic dins d'una àrea de 400 km a la rodona. Va ser punt de referència per a les caravanes a través de la regió de Teneré, al Sàhara, al nord-est de Níger, i és ben sabut que va ser l'únic arbre a mostrar-se en un mapa a una escala de 1:4.000.000. Va ser enderrocat el 1973 pel xoc d'un camió i substituït per una escultura de metall.
Últim supervivent d'un grup d'arbres que van créixer quan el desert era menys sec del que és avui, l'arbre havia estat aïllat durant dècades. Durant l'hivern de 1938 a 1939, es va cavar un pou prop de l'arbre i es va trobar que les seves arrels arribaven a un mantell freàtic situat entre 33 i 36 metres de profunditat.
El comandant de les AMM (del Servei Central d'Afers Saharians) Michele Lesourd va veure l'arbre el 21 de maig de 1939:
| « | Un ha de veure l'arbre per creure en la seva existència. Quin és el seu secret?, com va poder sobreviure tot i les multituds de camells que passaven al seu costat?, com cap azahari va permetre que algun camell mengés les seves fulles i espines? Per què cap tuareg que dirigia les caravanes de sal va tallar-li les branques per encendre fogueres, i fer la seva àrea? L'única resposta és que l'arbre és tabú i és considerat com a tal pels caravaners. Hi ha un tipus de superstició, una ordre tribal, que és sempre respectada. Cada any, els azahari es reuneixen al voltant de l'arbre abans d'afrontar la cruïlla del Teneré. L'acàcia s'ha convertit en un far vivent: és l'últim punt de referència per als azahari que deixen Agadez per anar a Bilma o per tornar-ne. | » |

## La caiguda de l'arbre

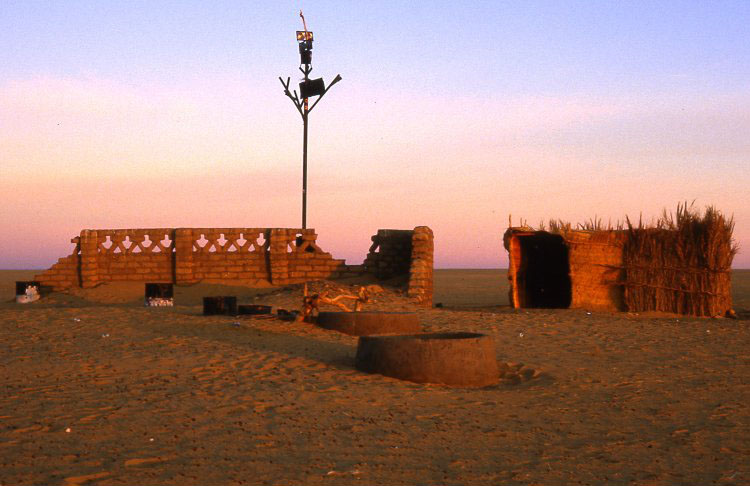
Vista de l'actual escultura metàl·lica

L'arbre va ser colpejat per un camió conduït per un xofer libi, suposadament ebri, el 1973. El 8 de novembre de 1973 l'arbre mort va ser traslladat al Museu Nacional del Níger a la capital, Niamey. Ha estat reemplaçat al seu lloc originari per una simple estructura metàl·lica representant un arbre.
Aquesta no havia estat la primera trobada de l'arbre amb un camió. En el seu llibre L'epopeia de Ténéré, l'explorador i etnòleg francès Henry Lhote va descriure els seus dos viatges cap a l'arbre de Ténéré. La seva primera visita va ser el 1934, en ocasió del primer enllaç per carretera entre Djanet i Agadez. Descriu l'arbre com «una acàcia amb tronc degeneratiu, malalt o d'aspecte feble. D'altra banda, l'arbre té fulles verdes agradables, i algunes flors grogues». El va visitar novament 25 anys després, el 26 de novembre de 1959, en la missió Berliet-Ténéré, però va trobar que havia estat seriosament danyat després que un vehicle hi topés:
anteriorment, aquest arbre era verd i amb flors, ara és un arbre espinós, sense color i nu. No puc reconèixer-lo: tenia dos troncs diferents, ara només n'hi ha un, més aviat amb un cop al costat que un tall a un metre del sòl. Què li va passar a aquest pobre arbre? Simplement, un camió que es dirigia a Bilma el va colpejar... Però tenia prou espai per esquivar-lo... El tabú, l'arbre sagrat, l'únic a qui cap nòmada gosa haver ferit amb les seves pròpies mans... aquest arbre ha estat víctima d'un cop mecànic...

## En la cultura popular
L'escultura que representa l'arbre de Ténéré i la història de l'arbre pren un lloc destacat en la pel·lícula de 2006 La gran final. En la pel·lícula, un grup de nòmades tuaregs en les curses del Sàhara, per trobar una font d'alimentació i recepció de l'emissió del seu televisor a temps per veure la final de la Copa del Món de Futbol de 2002 entre Alemanya i Brasil, utilitzen l'arbre de l'escultura com una antena improvisada.